# Силва Бъчварова
Силва Бъчварова е българска художничка и сценографка. Родена е на 11 април 1953 г. в Пловдив.

## Биография
Силва Бъчварова завършва сценография в Художествената академия, София. Специализира във Франция. Работи като сценограф за различни театри в България и в чужбина, а също в куклените театри в Пловдив, Варна, Бургас, Стара Загора, в театър „Ателие 313“ София.
Преподавател е по живопис в НХА.
Член е на СБХ и UNIMA (Международен съюз на куклените творци).

### Изложби
Силва Бъчварова има 20 самостоятелни изложби живопис, сценография, илюстрация, рисунка в София, Пловдив, Варна, Сливен, Хасково, Прага, Магдебург, Гюмлик, Хонефос, Лилехамер, Толоса, Аликанте.
Има 40 участия в международни изложби в Европа, САЩ, Куба, Япония и др.
Илюстрирала е 70 книги, работи също в областта на приложната графика.

### Постановки
Силва Бъчварова е автор на 80 куклени и драматични постановки в чужбина (Мексико, Сърбия, Хърватска, Словения и др.) и в България: 
- Пепеляшка (костюми), театър „Ателие 313“ София
- Барон Мюнхаузен (сценография), театър „Ателие 313“ София
- Меко казано (сценография), Държавен куклен театър Пловдив
- Момче и вятър (сценография), Държавен куклен театър Пловдив
- На приказки с Топчо (сценография), Държавен куклен театър Пловдив
- Снежанка и седемте джуджета (сценография), Държавен куклен театър Пловдив
- Малката самовила (сценография и кукли), Държавен куклен театър Стара Загора
- Огнивото (кукли и костюми), Столичен куклен театър
- В лунната стая (сценография), Столичен куклен театър
- Боризмейко (сценография и кукли), Столичен куклен театър
- Приказка за елфи (сценография и кукли), Столичен куклен театър
- Мечо Пух (сценография), Държавен куклен театър Пловдив
- Принцесата и свинарят (сценография), Държавен куклен театър Варна
- Дванайсетте месеца (сценография), театър „Ателие 313“ София
- Красавицата и звярът (костюми), Младежки театър „Николай Бинев“
- Момата Чернодреха (сценография), Държавен куклен театър Бургас
- Буратино (сценография), Държавен куклен театър Стара Загора
- Приказка за елфи (сценография), Учебен куклен театър НАТФИЗ „Кръстьо Сарафов“ София

### Награди
Силва Бъчварова е носител на редица награди, включително
- Златният делфин от Международния фестивал на куклените театри „Златен делфин“ Варна.
- Специалната награда от Международната изложбата на карикатурата Скопие.

За изкуството на Силва Бъчварова:
| „ | "Привечерта минава в нощ, среднощ; ранното ставане, между 5 и 7 – в зависимост от сезона – тече тиха музика – умозрението на jazz time не чертае планове – разтваря цветовете и колажира орнаменти – това е мъглявидният екран, върху който се възвръщат събитията от изтеклия ден, детайлите на окото и на културната памет – някой си играе в магичния ареал на живота. Jazz time е изкуството на Силва Бъчварова." | “ |